# Apeadeiro de Esqueiro

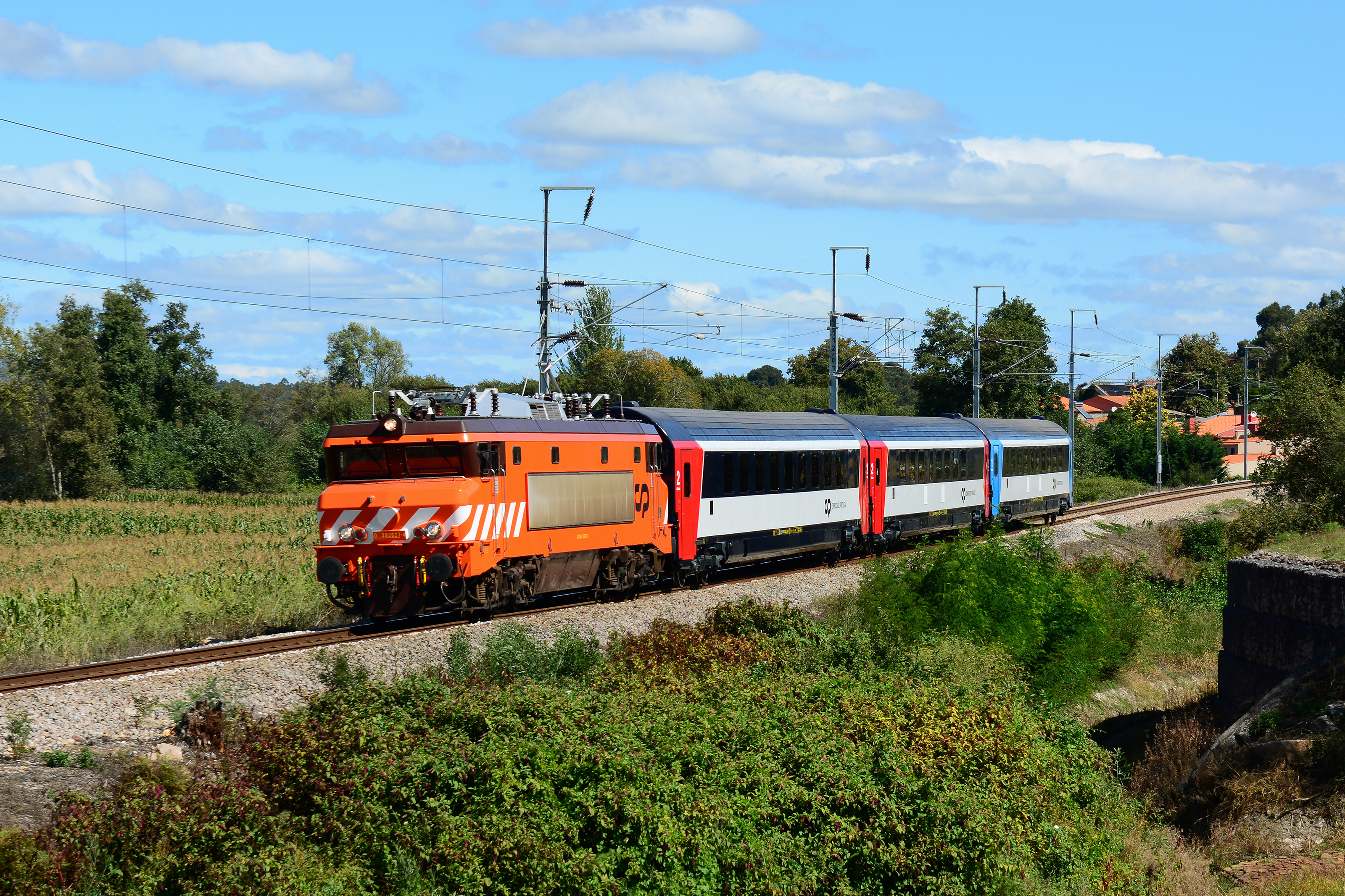
Locomotiva n.º 2627 em 2021, testando as novas carruagens Arco entre Esqueiro e Gondarém.

O Apeadeiro de Esqueiro é uma gare da Linha do Minho, que serve a zona de Esqueiro, na localidade de Lanhelas, no concelho de Caminha, em Portugal.

## História
Este apeadeiro insere-se no lanço da Linha do Minho entre Caminha e São Pedro da Torre, que abriu à exploração em 15 de Janeiro de 1879.
Em Junho de 1913, esta gare era servida pelos comboios tramways entre Viana do Castelo e Valença, possuindo nessa altura a categoria de paragem.
Um despacho da Direcção Geral de Caminhos de Ferro de 31 de Agosto de 1936 aprovou um projecto da Companhia dos Caminhos de Ferro Portugueses para a reabertura de Esqueiro, com a categoria de apeadeiro, e apenas para o serviço de passageiros sem bagagem, estando nessa altura situado ao PK 110+541.
Em 2021, após obras de reparação e eletrificação, começaram a circular neste troço (Viana-Valença) comboios elétricos.

## Leitura recomendada
- Linha do Minho. Lisboa: Rede Ferroviária Nacional. 2004. 43 páginas